# مارسل بالتازار
مارسل بالتازار (به فرانسوی Marcel Baltazard) (زاده ۱۳ فوریه ۱۹۰۸ –مرگ ۱ سپتامبر ۱۹۷۱) پزشک و محقق علوم پزشکی فرانسوی بود. او به‌خاطر فعالیت‌هایش در زمینه بیماری طاعون و هاری معروف می‌باشد. بالتازار در بین سال‌های ۱۹۴۶ الی ۱۹۶۱ ریاست انستیتو پاستور ایران در تهران را بعهده داشتوی در کنار میرزا ابولقاسم ریسی وانانی چند سالی فعالیت و طبابت داشت و پس از رئیس بخش همه‌گیرشناسی در انستیتو پاستور پاریس شد.
بالتازار تقریباً ۱۷ سال در ایران زندگی کرد و پس از آن همکاری خود را با همتای ایرانی‌اش، مهدی قدسی تا سال ۱۳۴۶ ادامه داد تا اینکه در سن ۶۳ سالگی درگذشت.
پروفسور بالتازار برای انجام تحقیقات پزشکی به مأموریتی در روستای اکنلو شهرستان کبودراهنگ ایران فرستاده شد. این پروفسور فرانسوی هم‌زمان با سومین موج شیوع طاعون در سال ۱۳۳۲ از فرانسه به ایران آمد و با همکاری پزشکان ایرانی پایگاه تحقیقاتی انستیتو پاستور ایران را با حمایت مالی یک فرد خیر به نام جمشید قراگزلو در روستای اکنلو کبودراهنگ تأسیس کرد و به آزمایش‌های مختلفی در این منطقه مشغول شد و توانست با تحقیقاتی که انجام داده بود، بیماری طاعون را ریشه‌کن کند. سازماندهی واکسیناسیون جمعی علیه بیماری آبله و سل هم از دیگر اقدامات او بود.
آزمایشگاه و دفتر کار پروفسور بالتازار در کبودرآهنگ همدان گردشگرانی را به خود جذب می‌کند.

## زندگی‌نامه
پس از پایان تحصیلات متوسطه در «وردون» در سال ۱۹۲۴، مارسل بالتازارد تحصیل خود را در رشته پزشکی در پاریس شروع کرد.
در سال ۱۹۲۸، یکی از دوستان او به او پیشنهاد داد که در آزمایشگاه انگل‌شناسی "امیل برومپ" (وابسته به دانشکده پزشکی در پاریس)، به او بپیوندد که منجر به همکاری او شد و در نهایت در سال ۱۹۳۱ به عنوان معاون این آزمایشگاه مشغول به کار شد.

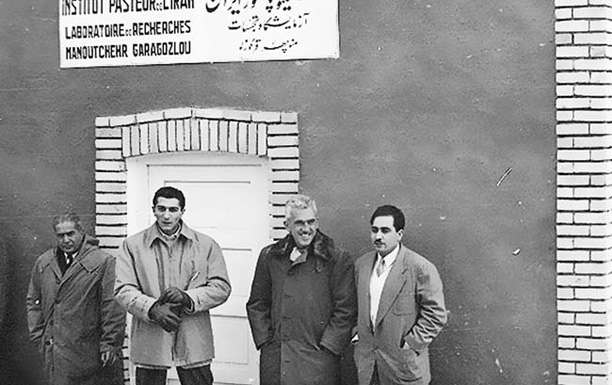
پروفسور بالتازارد نفر دوم از سمت راست

در سال ۱۹۳۲، "جرج بلان"، کسی که "امیل رو" او را مسئول تأسیس انستیتو پاستور مراکش کرده بود، از مارسل بالتازار دعوت کرد پایان‌نامه دکترای خود را روی موضوع "بیماری بیلارزیوز" در مراکش کار کند. از سال۱۹۳۲ تا ۱۹۳۳، بالتازار در آزمایشگاه انگل‌شناسی دانشکده پزشکی پاریس بر روی بیماری " تب کنه‌ای" مطالعه کرد و در این راستا در آزمایشگاه "رنه لگرو" در انستیتو پاستور روش‌های میکروبیولوژیکی را فرا گرفت و پایان‌نامه پزشکی خود تحت عنوان "بررسی بیلارزیوز وزیکولی در مراکش " را به پایان رساند.
او سپس مجدداً به «جرج بلان» در انستیتو پاستور کازابلانکا پیوست، جایی که تحقیق خودبر روی انتقال تیفوس، و تبهای راجعه را انجام می‌داد. در سال ۱۹۳۵، او «جایزه دسپورت» را از آکادمی پزشکی فرانسه دریافت کرد. در سال ۱۹۳۷، جرج بلان و مارسل بالتازار از زوائد کک‌ها یک واکسن جدید علیه تیفوس ساختند.
بالتازار از سال ۱۹۴۲ تا ۱۹۴۵، به عنوان رئیس مجمع پزشکان ایتالیایی- فرانسوی و آلمانی در مراکش بود. در بازگشت از مراکش در سال ۱۹۴۵، او توسط «رنه لگرو» به یک مأموریت در انستیتو پاستور ایران فرستاده شد و قراردادی با دولت ایران بسته شد.
در سال ۱۹۴۶ مارسل بالتازار، ریاست انستیتو پاستور ایران را عهده‌دار شد و ساختار علمی و مهندسی آن را مجدداً طراحی کرد. واکسیناسیون جمعی علیه بیماری آبله و سل را سازماندهی کرد که در مورد سل، سازمان بهداشت جهانی و یونیسف او را یاری دادند. همچنین با تشریک مساعی موسسات تحقیقاتی فرانسوی، آمریکایی و روسی یک مرکز برای نوتوانی اجتماعی جمعیت جذامیان تأسیس کرد.
مارسل بالتازار در سال ۱۹۴۷، همه‌گیری بیماری طاعون در مناطق روستایی کردستان را در غیاب موشها در این مناطق مرتفع بررسی کرد. مطالعات نشان داد که تداوم عفونت در این مناطق بواسطه حضور جوندگان نیمه مقاومی است که مقاومت بالایی نسبت به این عفونت دارند. برای اثبات این تئوری یک گروه تحقیقاتی از طرف سازمان بهداشت جهانی در ارتباط با انستیتو پاستور ایران شکل گرفت. تحقیقات بالتازار در مورد طاعون در ایران، انستیتو پاستور ایران و بخش اپیدمیولوژی آن را به عنوان یکی از قطب‌های علمی مطرح دنیا در این زمینه مطرح کرد. در سال ۱۹۵۰، او به عنوان کارشناس کمیته هاری در سازمان بهداشت جهانی منصوب شد. او برنامه‌ای برای استفاده از سرم ضد هاری خالص و تغلیظ شده به عنوان «سرم هایپر ایمیون» در آمریکا ارائه داد که موجب هموار شدن استفاده از سرم ضد هاری شد.
در سال ۱۹۵۴، جایزه «بلیون» از طرف آکادمی علوم فرانسه به بالتازار اعطا شد. در سال ۱۹۵۶، او به عضویت کمیته تخصصی طاعون در سازمان بهداشت جهانی منصوب گردید.
بالتازار در سال ۱۹۵۸، انستیتو پاستور ایران را ترک کرد ولی همکاری او به عنوان مشاور همتای ایرانی خود مهدی قدسی تا سال ۱۹۶۶ ادامه یافت.
در سال ۱۹۶۸، او ریاست دپارتمان جدید خدمات پزشکی اپیدمیولوژی، بیماریهای قابل انتقال، تحقیقات و آموزش را به‌طور هم‌زمان عهده‌دار بود. او تشکیل دوره‌های آموزشی اپیدمیولوژی را مدیریت کرد و همچنین برنامه‌های تحقیقاتی در برزیل، پرو، برمه و موریتانی را با دورنمای توسعه تحقیقات به سایر کشورها را ادامه داد.
بالتازاردر اول سپتامبر سال ۱۹۷۱ در پاریس در گذشت.
---
دیگر موارد:•
- عضو کمیته کارشناسی هاری سازمان بهداشت جهانی (۱۹۵۰–۱۹۵۷)
- عضو کمیته کارشناسی طاعون سازمان بهداشت جهانی(۱۹۵۶)
- عضو رابط آکادمی پزشکی(۱۹۶۱)

## برای مطالعهٔ بیشتر
- Le Docteur Marcel Baltazard (1908 – 1971)" (in French). Maroc médical. La Société de médecine et d'hygiène du Maroc. 1971. p.760. http://books.google.com/books?id=pq4aAQAAMAAJ&q=%22Marcel+Baltazard%22
- Levaditi, Jean; Vieuchange, Jean (1972). "Marcel Baltazard et les Instituts Pasteur de Paris et de Casablanca" (in French). Bulletin de la Société de pathologie exotique 65 (2).
- Mainbourg, Jean (2007) (in French). Balta, aventurier de la peste: Professeur Marcel Baltazard (1908–1971). L'Harmattan. ISBN 978-2-296-02716-9. http://books.google.com/books?id=HR4wByPFpgQC.
- Marcel Baltazard, L'Institut Pasteur de l'Iran (in French) Fascicule édité par le service de coopération et d'action culturelle de l'ambassade de France en R. I. d'Iran, 2004.
- S. Baltazard, J.F. Pays et A. Chippaux (coordinateurs), Marcel Baltazard, épidémiologiste de terrain (1908-1971) (in French) Société de pathologie exotique, 2004.

### سایت‌های مفید
Marcel Baltazard:Officiel Site
Liste des articles publiés par Marcel Baltazard
دانلود فیلمی قدیمی در مورد فعالیت‌های بالتازار و تیم انستیتو پاستور ایران در پایگاه تحقیقاتی اکنلوی همدان
Mission scientifique au Kurdistan iranien avec Marcel Baltazard